# Santa Bárbara (Barinas)
Santa Bárbara es una ciudad del Estado Barinas, Venezuela, y la capital del Municipio Ezequiel Zamora. Con una población aproximada de 62,000 habitantes según datos de 2018, esta ciudad se encuentra ubicada en la región suroeste del país. Su clima es tropical, con temperaturas cálidas durante todo el año y una estación seca y otra húmeda. Geográficamente, Santa Bárbara se sitúa en un entorno rodeado de llanuras, ríos y montañas. Además de su paisaje natural, la ciudad es conocida por su actividad agrícola y ganadera, destacándose en la producción de café, cacao y caña de azúcar. Su posición como centro administrativo y cultural la convierte en un punto de referencia en la región.

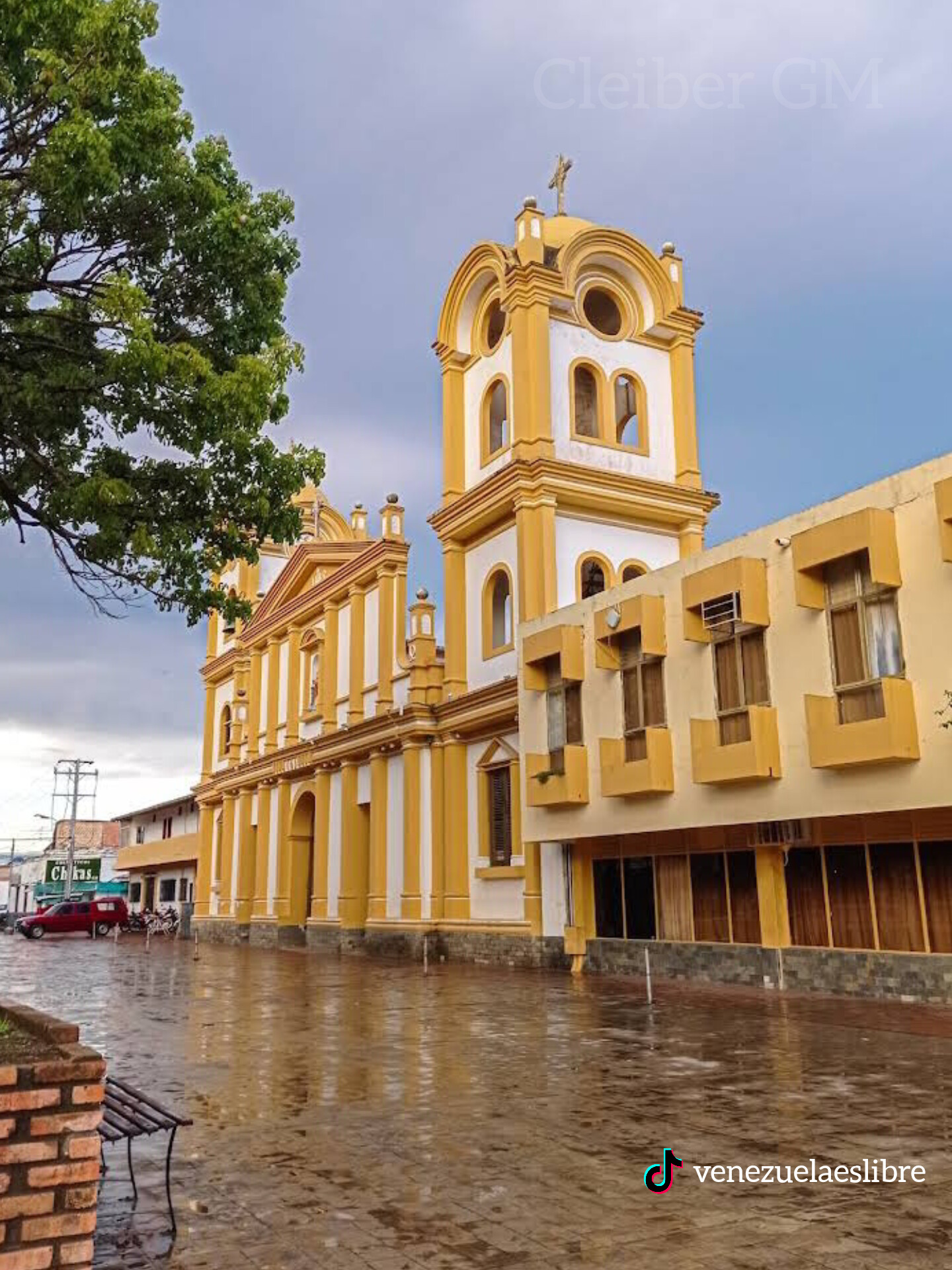
Iglesia Central De Santa Bárbara.

## Historia
La fecha de fundación de esta localidad sigue siendo motivo de debate. Aunque el año 1964 suele tomarse como referencia para la creación de la diócesis eclesiástica de la zona, existen registros históricos que indican la presencia del asentamiento desde principios del siglo xviiii, específicamente en el año 1710, cuando la localidad era conocida como "La Comunidad del Horno".
Durante la primera mitad del siglo xx, con la llegada del Padre Adonay Noguera (31 de julio de 1874 – 31 de marzo de 1954), se impulsó de forma significativa el desarrollo del caserío. El sacerdote, dedicado a su labor evangelizadora y con visión de progreso, promovió junto a vecinos como Máximo Bolaños, Lucas Bolaños, Enrique Arias, José Vielma, Norberto Rojas, Adon Peña y Tomasa Barreto, entre otros, la construcción de un horno para la calcinación de piedra caliza, con el fin de obtener cal para pintar la iglesia de Santa Bárbara de la época.
Además, el Padre Noguera fue el impulsor de la creación de una plaza pública, la cual, en reconocimiento a su legado, adoptó su nombre y hoy constituye un espacio emblemático de la ciudad: la Plaza Padre Noguera.

### Organización político-territorial
El municipio Ezequiel Zamora, cuya capital es Santa Bárbara, está conformado actualmente por las siguientes parroquias:
- Ramón Ignacio Méndez (con capital en Punta de Piedra),
- José Ignacio del Pumar (con capital en Pedraza la Vieja),
- Pedro Briceño Méndez (con capital en Capitanejo).

La ciudad de Santa Bárbara es conocida popularmente como "La Puerta del Llano", por su posición geográfica de transición entre los Andes y la planicie llanera.

### Tragedia en la plaza de toros (1969)
El 4 de diciembre de 1969, durante una celebración taurina en la plaza de toros de Santa Bárbara, se produjo el colapso de la estructura, provocando una de las tragedias más recordadas en la historia local. El accidente causó la muerte de siete personas, entre ellas cinco niños, y dejó a 63 heridos de gravedad.
La emergencia generó conmoción en toda la comunidad, mientras los servicios médicos desplegaban esfuerzos para atender a los afectados y trasladarlos a los centros de salud disponibles. Este lamentable suceso marcó profundamente la memoria colectiva del pueblo.

## Tiempos de la Independencia
En los tiempos de la gesta independentista Santa Bárbara, aún una aldea incipiente fue lugar de importantes momentos de la historia, como cuando en este sitio Páez tomo la decisión de pasarse al bando Republicano, de aquí siguió hasta la ciudad de Barinas que había sido abandonada por los españoles como resultado de la Campaña Admirable. En Barinas recibió órdenes de atacar a Canaguá, ocupada por el comandante realista Miguel Marcelino con 400 jinetes. Páez cumplió sus órdenes y el 27 de noviembre derrotó a Marcelino en las Matas Guerrereñas, lo que le valió el ascenso a capitán.

## Folclore
Sobre las costumbres, mitos y leyendas, esta tierra Barinesa es considerada una absoluta caja de sorpresas, y no es para menos. Es una región musical por excelencia, ya que ha dado hijos con una amplia vocación artística, como cantantes y compositores. Entre los artistas más renombrados, tenemos a Jesús Daniel Quintero "El Tigre de Matanegra", considerado como el embajador de nuestra música; también a Hugo Uzcátegui, entre otros personajes folklóricos como María Teresa Torres, Ismael Mendoza,  y otros de gran proyección. En cuanto a sus festividades más renombradas, se citan: Fiestas de la Cruz de mayo, de la Patrona de Santa Bárbara (4 de diciembre) y San Isidro Labrador.

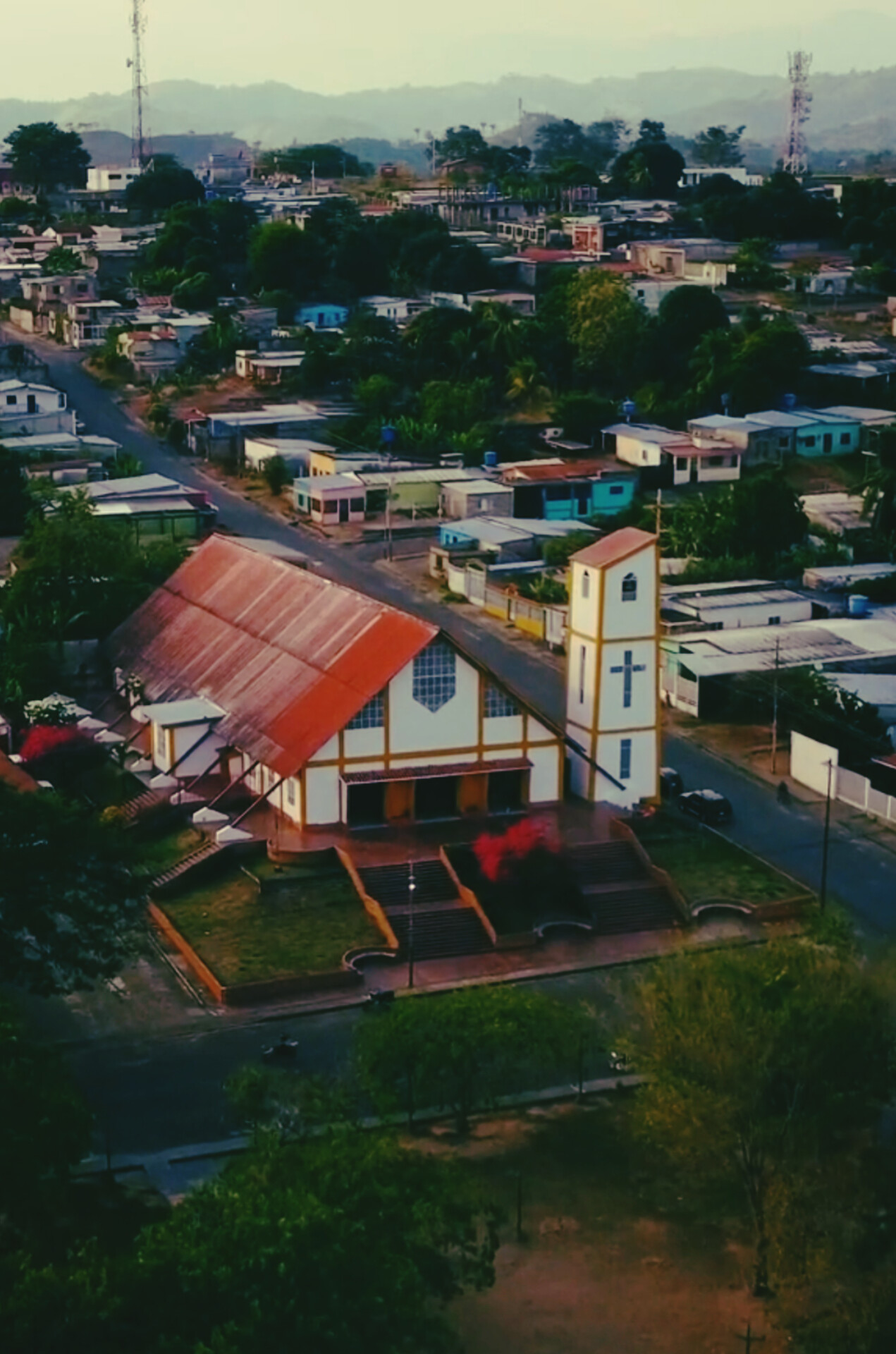
Imagen de la iglesia nuestra señora del Carmen de Santa Bárbara de Barinas. Juan Contreras

## Vías y caminos
En cuanto a la carretera del Horno solo existían caminos hechos a pico y a pala, por los cuales la gente se trasladaba en caballos y mulas, con el paso del tiempo, aproximadamente entre los años 1974 – 1979 en el Gobierno del Dr. Carlos Andrés Pérez, los habitantes de esta comunidad se reunieron, para hacer una carta la cual iba ser enviada a Pérez, con el fin de iniciar la carretera. Aunque para esta época el Gobierno de Carlos Andrés Pérez prometió ayudar para que dicha carretera se iniciara, esta ayuda nunca llegó.
De esta manera el Sr. Jesús Peña, habitante de esta comunidad para entonces, decidió buscar una máquina pesada para iniciar los trabajos de construcción de la carretera con la ayuda de varias personas del sector entre ellas: Delfín Rivas, Domingo Márquez, Benjamin Márquez, Cupertino Peña, Lorenzo Peña, Luis María Peña, Norberto Rojas, Joaquín Sánchez y José Vielma; Alquilaron una máquina que aún pertenece al señor Laureano González y de esta manera se fue haciendo la carretera, no muy bien estructurada pero menos accidentada y más cómoda para trasportarse. A medida que han transcurrido los años las carreteras han mejorado con la ayuda de los Gobiernos que han pasado, hasta los momentos estas se encuentran en buenas condiciones.
Es importante resaltar, que dicha ciudad se encuentra ubicada a orillas de la Carretera Nacional (Troncal 5) que conecta el Tramo Barinas - San Cristóbal, siendo una de las más importantes vías del país. También cuenta con varias extensiones de carretera que comunican con los diferentes Estados vecinos, como lo es la carretera que va desde Santa Bárbara hasta los pueblos del sur del Estado Mérida; así como también la Vía de la Gabarra que llega a Guasdualito Estado Apure, entre otra vías de comunicación terrestre y fluvial.

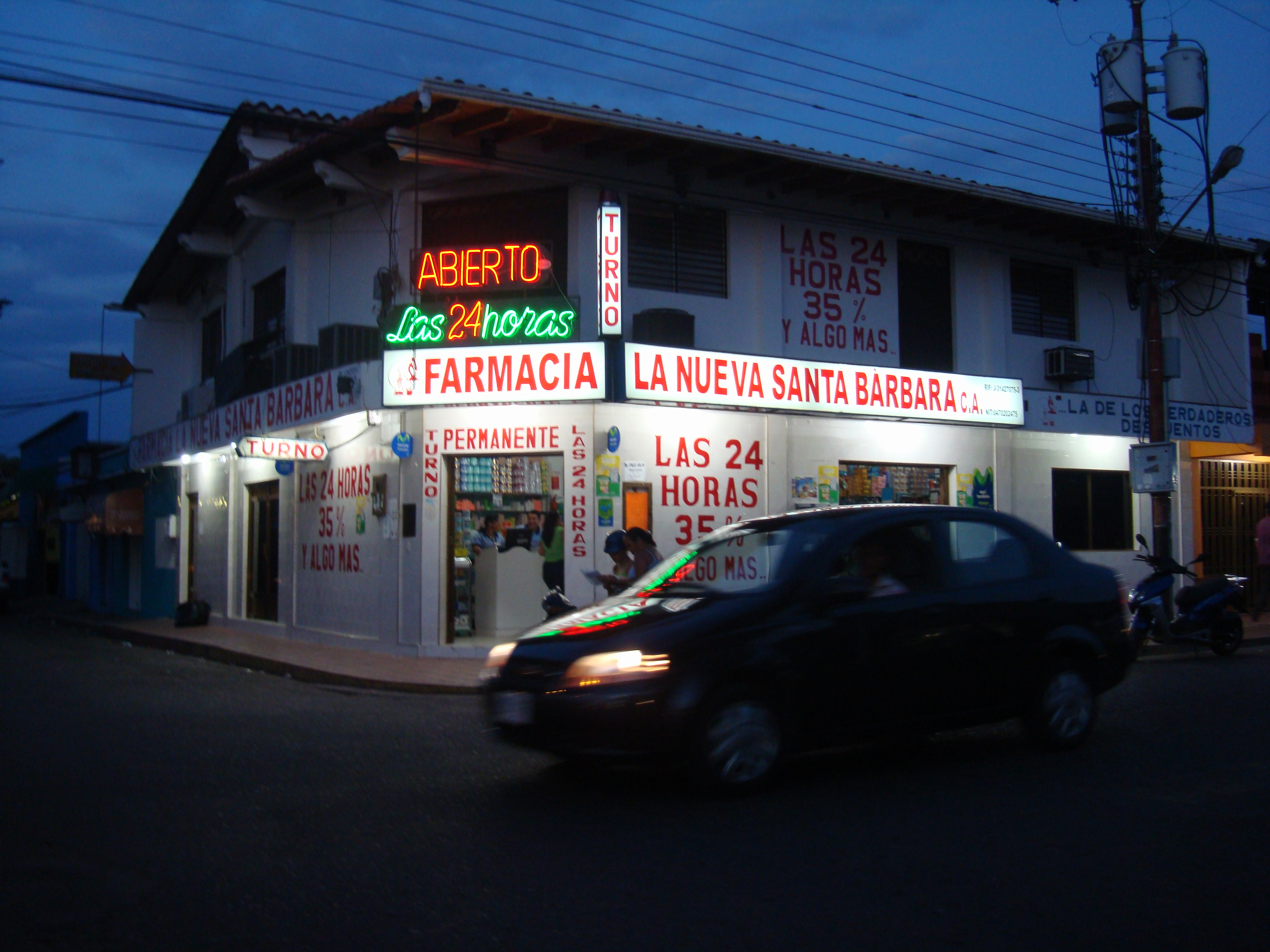

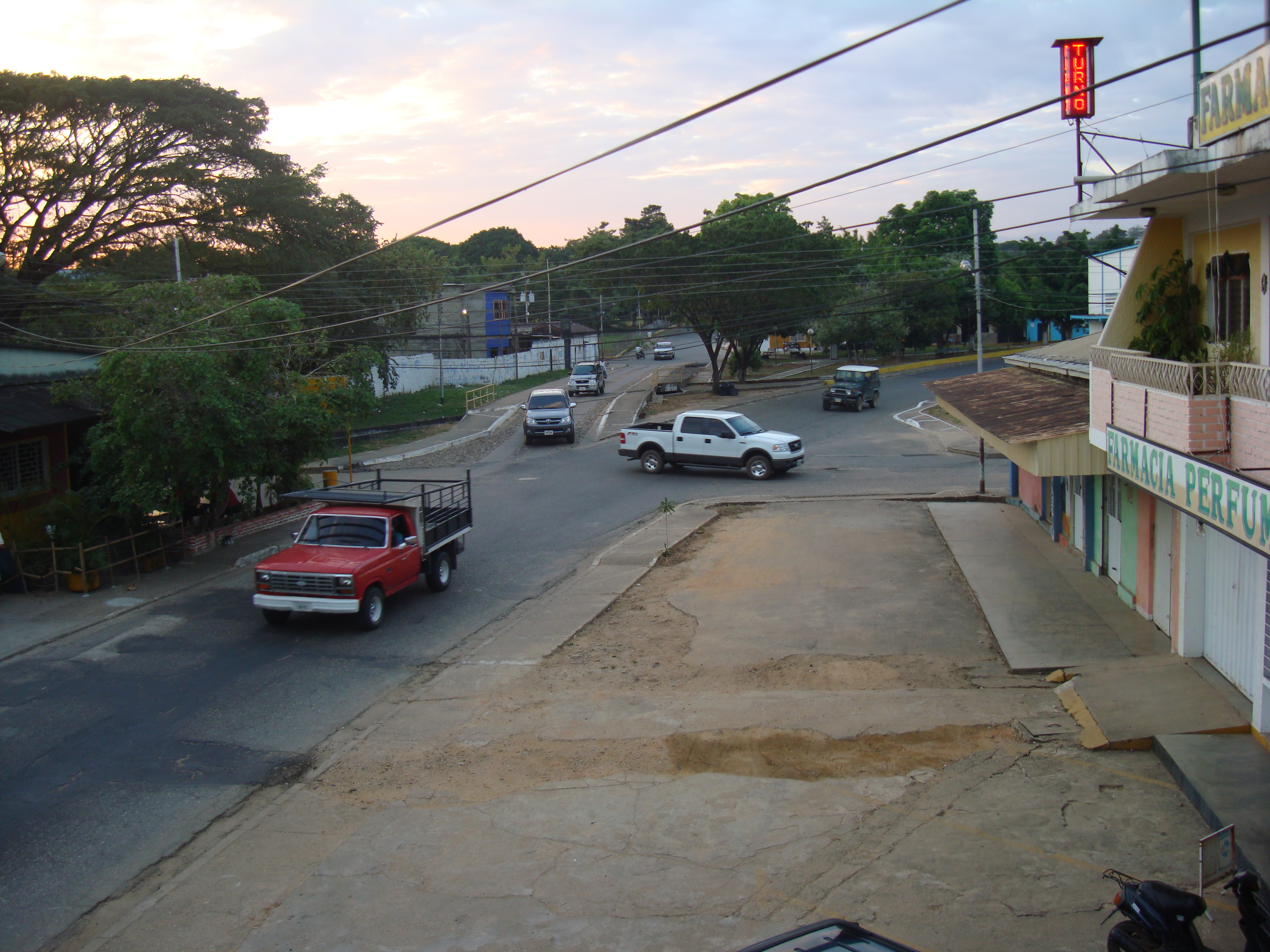

## Economía
La economía de Santa Bárbara de Barinas está principalmente basada en la agricultura y la ganadería, dada la fertilidad de las tierras en la región llanera de Venezuela. Los cultivos principales incluyen arroz, maíz, caña de azúcar, yuca, entre otros productos agrícolas.
La ganadería también juega un papel importante, con la cría de ganado bovino y la producción de productos lácteos. Además, la ciudad sirve como centro comercial y de servicios para la región circundante, albergando una variedad de pequeños comercios, mercados y servicios profesionales.
Es importante tener en cuenta que la economía de la región puede verse afectada por factores como la situación política y económica del país, así como por las fluctuaciones en los precios de los productos agrícolas y las políticas gubernamentales.